# آندریا میرا
آندریا میرا (انگلیسی: Andrea Mira؛ زادهٔ ۱۷ ژانویه ۱۹۹۵) بازیکن فوتبال است.